# Protocoles de Paris
Les protocoles de Paris sont trois protocoles et un protocole additionnel signés le 27 et 28 mai 1941 à Paris entre l'État français (régime de Vichy) et le Troisième Reich. Les trois protocoles concernent : 
- des facilités en Syrie pour les troupes allemandes, notamment la mise à disposition d'aérodromes pour la Luftwaffe (formalisation d'accords intervenus début mai) ;
- l'utilisation du port tunisien de Bizerte et de la voie ferrée Tunis-Gabès pour l'approvisionnement de l'Afrika Korps ;
- l'accès aux navires de guerre (y compris et surtout les sous-marins) et navires de commerce allemands au port de Dakar.

Le protocole additionnel constituait la contrepartie allemande aux concessions françaises : 
- renforcement de l'armée d'Afrique ;
- assouplissement du passage de la ligne de démarcation ;
- meilleur ravitaillement de la zone libre ;
- assouplissement de la politique allemande pour les prisonniers de guerre français.

## Négociations et signature
Le 12 mai 1941, l'amiral Darlan, qui dirige depuis février le gouvernement de Vichy (vice-président du Conseil) dont il est également ministre des Affaires étrangères et ministre de la Marine, accompagné de Jacques Benoist-Mechin rencontre Hitler, accompagné du ministre des Affaires étrangères du Reich, Ribbentrop, dans sa résidence du Berghof à Berchtesgaden dans les Alpes bavaroises. 
Darlan qui pense apparemment que le Royaume-Uni ne pourra pas gagner la guerre et devra abandonner le continent européen à la domination allemande veut négocier avec l'Allemagne. Mais les entretiens sont décevants pour les Français. Hitler propose un vague donnant-donnant, sans engagements. Il est plus préoccupé par la préparation de l'invasion de l'URSS, d'autant que Rudolf Hess s'est envolé la veille pour l'Angleterre. 
Les négociations continuent à Paris : la délégation française est menée par Darlan, accompagné par Fernand de Brinon, représentant du régime de Vichy à Paris, de Jacques Benoist-Méchin, secrétaire-adjoint à la vice-présidence du conseil et du général Huntziger, ministre de la Guerre. La délégation allemande est composée d'Otto Abetz, ambassadeur d'Allemagne à Paris et du général Warlimont, chef adjoint de l'Oberkommando der Wehrmacht, le commandement suprême des forces armées allemandes. Un accord est signé fin mai par Otto Abetz (côté allemand) et l'amiral Darlan (côté français).
Le protocole additionnel commence par le paragraphe suivant qui montre que ses signataires en mesurent les conséquences possibles : « Le gouvernement français doit escompter que le droit d'utiliser le port de Bizerte, fixé dans l'accord sur l'Afrique du Nord et la protection des transports de matériels débarquant dans ce port à destination de l'armée allemande d'Afrique, ainsi que l'aide à accorder aux forces de la Marine allemande prévues dans l'accord sur l'Afrique-Occidentale française et l'Afrique-Équatoriale française peuvent conduire à un conflit armé immédiat avec l'Angleterre ou avec les États-Unis ».

## Conséquences
L'accord sur les facilités en Syrie est appliqué par anticipation avant signature du 28 mai. Les Britanniques s’aperçoivent vite que la Luftwaffe intervient en Irak et bombarde Palmyre et Alep le 15 mai. La campagne de Syrie qui s’ensuit conduira à un affrontement entre des troupes fidèles au régime de Vichy et des troupes de la France libre lors de la campagne de Syrie, ainsi que la livraison depuis l'Afrique du Nord, de camions, de matériel d'artillerie et d'approvisionnements divers, pour l'Afrikakorps. De Gaulle, dès qu’il a connaissance des pourparlers, déclare à la radio de Brazzaville le 18 mai 1941 : « J’affirme que le devoir consiste dans la révolte vis-à-vis des traîtres qui livrent l’Empire après avoir livré la patrie » et ordonne à Catroux de préparer la marche sur Damas.   
Le 21 juin 1941, Damas est conquise, après deux semaines de combats meurtriers entre troupes vichystes et anglo-gaullistes, puis finalement toute la Syrie et le Liban le 12 juillet. Les forces vichystes refusent que le représentant de la France libre, le général Georges Catroux, présent aux négociations, signe l'accord.   
Le général Weygand, alors délégué général en Afrique française, s'oppose fermement aux accords lors du conseil des ministres à Vichy les 3 et 4 juin pour ce qui concerne les opérations en Afrique du Nord. Hitler, tout à sa préparation de l'invasion de l'URSS, ne s'y intéresse pas et les Allemands renoncent d’eux-mêmes à Dakar.    
Le risque grave de cobelligérance au côté de l'Allemagne impliqué par ces textes, en l'absence de toute contrepartie sérieuse, est dénoncé par Weygand. Quant au gouvernement de Vichy, il s'abstint de ratifier ce texte, en invoquant la nécessité de concessions plus importantes. Dans ce cadre, et à la suite du fiasco syrien, Darlan fait monter les enchères à partir du 8 juillet. Pour l’application de la partie 2 du protocole (Bizerte) et 3 (Dakar), il réclame de substantielles concessions économiques et politiques à même d’amadouer l’opinion publique française. Entretemps, Hitler à la suite de l’opération Barbarossa (le 22 juin) a de lui-même renoncé à Dakar. Darlan précise ses demandes dans une note verbale du 14 juillet, remise à Abetz : il s’agit de remplacer l’accord d’armistice par un traité prévoyant la souveraineté et la coopération de la France. L’Allemagne refuse toute concession en échange de la seule Bizerte, assimile la note à une « naïve tentative de chantage » et Abetz reçoit l’ordre de se montrer plus réservé (ne surtout pas promettre une paix généreuse à la France).   
Les protocoles restent lettre morte pour leurs parties 2 et 3. Darlan, qui a annoncé par communiqué dès le 6 et le 20 mai des concessions, n’a rien obtenu de plus qu’en mai (soit la libération des anciens poilus de 14-18, 80 000 hommes âgés).   
Il se ressaisira en éliminant ultérieurement ses opposants de l’intérieur (Weygand, le général Doyen).   
Après le rappel de Weygand en métropole en novembre 1941, l’Afrika Korps se ravitaillera d’ailleurs à partir de la Tunisie.   